# 팡라오섬

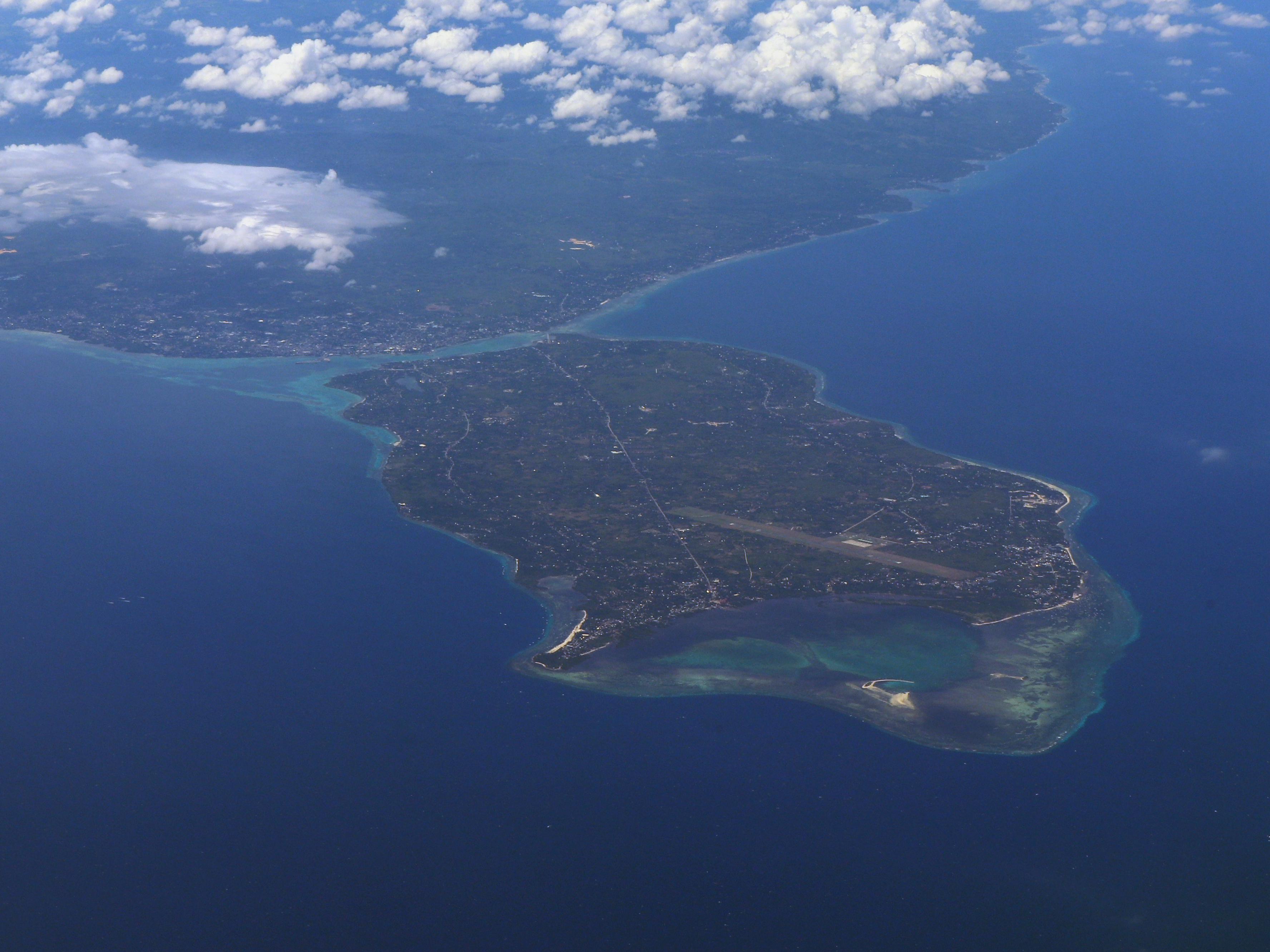
2023년 8월 팡라오섬 항공 사진

팡라오섬(Panglao)은 필리핀 비사야 제도 중앙비사야스 지방에 있는 보홀해 북쪽 섬이다. 팡라오섬은 필리핀의 인기있는 관광지로, 가캉섬, 폰토드섬, 발리카사그섬 등 여러 개의 작은 섬을 포함하고 있으며 파말리칸섬과 가깝다.
2015년 인구 조사에 따르면 인구는 79,216명이다.